# أنانتا تامانغ
أنانتا تامانغ (17 يناير 1998 في نيبال - ) هو لاعب كرة قدم نيبالي في مركز الدفاع. شارك مع منتخب نيبال تحت 17 سنة لكرة القدم ومنتخب نيبال تحت 20 سنة لكرة القدم ومنتخب نيبال لكرة القدم.

## وصلات خارجية
- أنانتا تامانغ على موقع إي إس بي إن إف سي (الإنجليزية)
- أنانتا تامانغ على موقع قاعدة بيانات كرة القدم.إي يو (الإنجليزية)
- أنانتا تامانغ على موقع ناشيونال فوتبول تيمز (الإنجليزية)
- أنانتا تامانغ على موقع Soccerway.com (الإنجليزية)
- أنانتا تامانغ على موقع عالم كرة القدم.نت (الإنجليزية)
- أنانتا تامانغ على موقع GSA (الإنجليزية)